# Asterby
Asterby – wieś w Anglii, w hrabstwie Lincolnshire. Leży 30 km na wschód od Lincoln i 199 km na północ od Londynu.